# Bex
Bex é uma  comuna suíça do Cantão de Vaud, pertencente ao distrito de Aigle que está rodeada pelas comunas Ollon, Gryon, Ormont-Dessus e no Conthey, Chamoson, Leytron, Fully, Collonges, Lavey-Morcles, Saint-Maurice, Massongex e Monthey.

## Economia
As Salinas de Bex, cujos 50 km2 são explorada desde 1680, são além de uma atracção turística um factor económico importante para a região. Com a vinha e a fruta estas são os grandes recursos económicos de Bex .

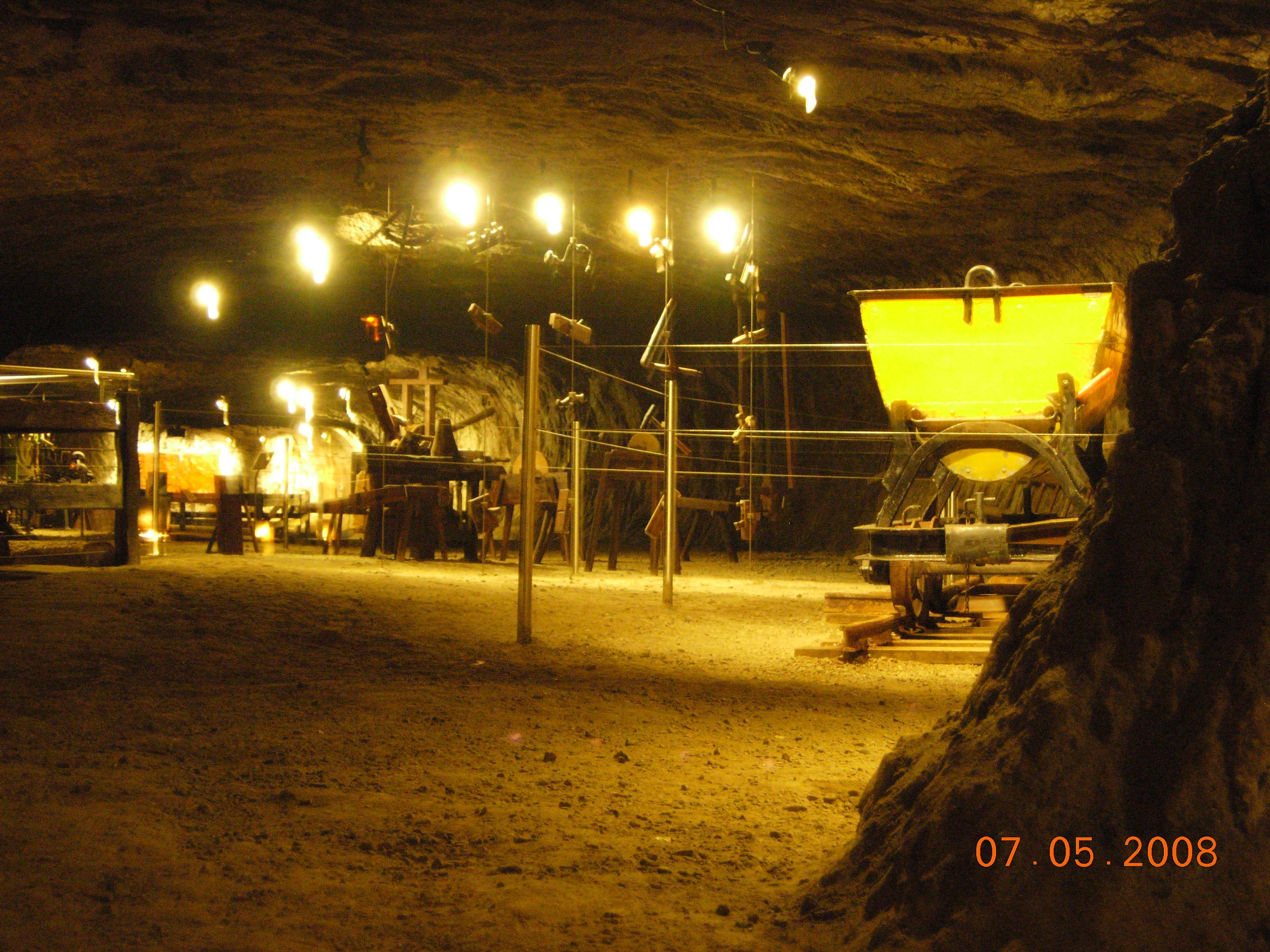
Salinas de Bexl

## História
Em 1476 Bex, que faz parte do distrito suíço de Aigle desde 1798, foi ocupada pelos Senhores de Berna. Os problemas revolucionários do Baixo Valais em 1796 e a passagem incessante das tropas francesas trouxeram a miséria. A revolta chega à localidade que se torna capital da comuna.
A agricultura e o clima vão em conjunto nesta região, pois que na planície cultivam-se os frutos e a trigo, enquanto na encosta encontra-se a vinha, o castanheiro e as zonas de alpagem.

## Transportes
Bex está muito bem servida em caminhos de ferro, pois que além da Linha do Simplon, desde  1857, é o ponto de partida da Linha Bex-Villars-Bretaye dos Transportes públicos do Chablais (TPC) desde 1901. Paralelamente é servida pela auto-estrada A9, a transversal da Suíça que partindo de Vallorbe saí pelo Passo do Simplon em direcção da Itália.